# Maserati Mistral
Maserati Mistral — спортивний автомобіль класу гран-турізмо в кузові купе італійської компанії Maserati.

## Опис

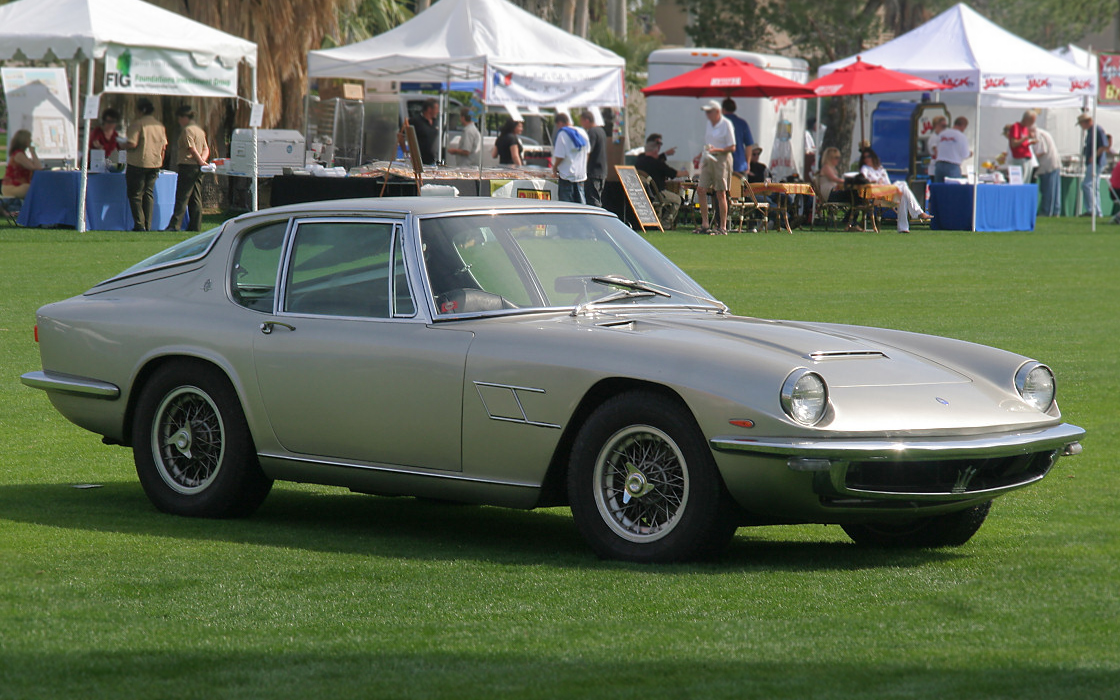
1967 Maserati Mistral Coupe

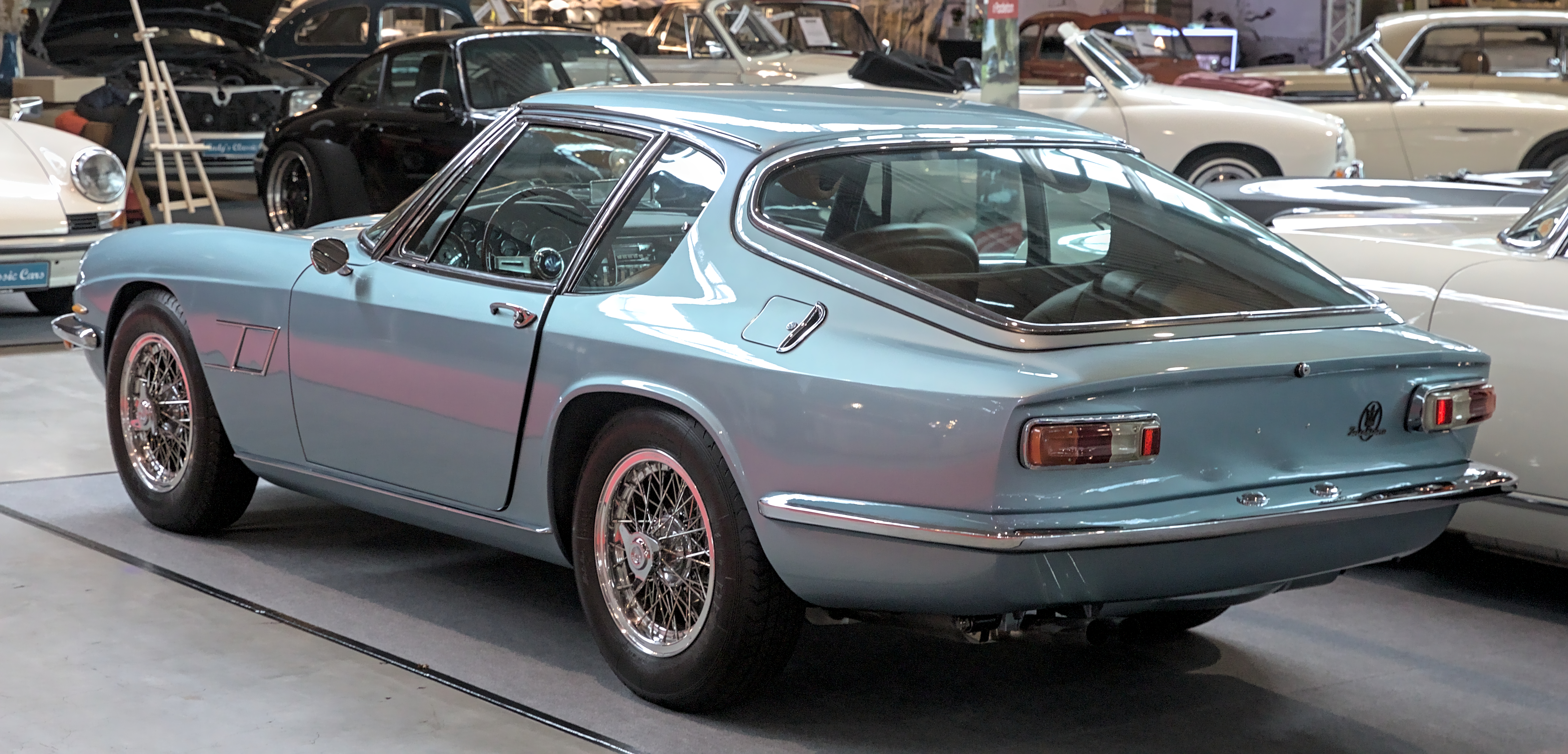

Maserati Mistral (типо 109), названий на честь холодного північного вітру на півдні Франції, був наступником культового Maserati 3500 GT , він був також першим в серії класичних Maserati яким був присвоєне ім'я вітру. Було запропоновано, як в купе так і спайдер. Всього було побудовано 828 купе і 125 спайдерів. Maggiora із Турина виробляла обидва кузова за контрактом.

## Технічні характеристики
Maserati Mistral остання модель від "Каса-дель-TRIDENTE" або "Дом Trident", щоб мати відомий рядний шестициліндровий двигун, з подвійним свічками та подвійним верхнім розподільним валом, такий самий встановлений на Maserati 250F, який виграли 8 перегонів Гран-прі між 1954 і 1960 і один чемпіонат світу Формула-1 в 1957 році Хуан Мануель Фанхіо. Двигун також характеризується напівсферичні камери згоряння і харчувалася непрямого системи упорскування палива Lucas, який був новинкою в той час для італійських виробників автомобілів. Хоча система уприскування палива Lucas підвищує продуктивність, чимало власників, особливо в США перейшли свої автомобілі Веберу карбюраторів через труднощі в налагодженні системи належним чином. Паливна система Lucas є надійним і не вимагає значної уваги, коли перебудовувався і спочатку коригується з експертної машиніста або головного механіка. Іноді насоси Bosch використовуються; хоча не продають, вони пропонують доступність і частин, і не видно через їх розташування. Регулярне використання автомобіля продовжує життя багатьох Lucas «гумових» печатками, а також запобігання завалів у форсунки. Кілька американських власники повідомили, збільшення значне продуктивності при переході від Weber карбюратор, щоб правильно (механічної) Лукас уприскуванням палива.  Згодом перейшли на двигуни V8, щоб не відставати від попиту на ще більш потужні машини. Були три варіанти двигуна, встановлені на Mistral; 3500, 3700 і найбільш популярний двигун - 4000 куб.см. Тільки рання з Maserati Mistral були оснащені двигуном об'ємом 3500 куб.см. Незвично те, що кузов спочатку було запропоновано з алюмінію, а з 1967 р зі сталі. Використання панелей алюмінієвого корпус не мав ніякого впливу на швидкість авто. Суміш з алюмінієвого корпусу на сталевий несучої конструкції можуть призвести до корозії через різнорідність металів. На Автомобілі встановлювалась п'яти ступінчаста коробка передач від ZF, а також дискові гальма на всіх колесах. Передня підвіска була незалежною, а ззаду зуміли обійтися з нерозрізним мостом. Швидкість для 3,7-літровим двигуном і 4,0-літровим двигуном було близько 7 секунд або трохи краще, і максимальна швидкість була близько 140 миль на годину (225 км/год) до 145 миль на годину (233 км/год). При виході із заводу Maserati Mistral спочатку встановлені шини Pirelli Cinturato 205VR15  (CN72). Двигун об'ємом 3500 куб.см. був встановлений тільки в 12, з 76 спайдеров з 3700 куб.см. двигуном і 37 версій з 4000 куб.см. З усіх спайдерів у 20 було правостороннє керування.